# Gianfranco Fineschi
Gianfranco Fineschi (Firenze, 17 marzo 1923 – Cavriglia, 12 aprile 2010) è stato un medico e botanico italiano.

## Biografia

### Il medico
Fineschi, laureatosi in Medicina e Chirurgia, fu sicuramente il più prestigioso allievo della Scuola Ortopedica Fiorentina fondata dal professor Oscar Scaglietti. Fino al 1966 lavorò come assistente all'Istituto Ortopedico Toscano. Nel 1967, poco più che quarantenne, ricoprì la cattedra di Ortopedia dell'Università Cattolica del Sacro Cuore a Roma, dove fondò e diresse l'Istituto di Clinica Ortopedica. Cattedra che mantenne per 27 anni, svolgendo attività didattica nel corso di laurea e nella Scuola di Specializzazione in Ortopedia e Traumatologia.
Fino al 1998, anno del suo pensionamento, è stato direttore dell'Istituto di chirurgia ortopedica del Policlinico Gemelli di Roma. Dopo la pensione, fino al 2009 è stato consulente di Villa Stuart a Roma.
Autore di innumerevoli pubblicazioni scientifiche e monografie fu membro di moltissime società scientifiche. Compì importanti studi sull'ernia discale lombare e cervicale, sulle lesioni vascolari traumatiche degli arti e sulla sindrome di Volkmann. Proprio su questo argomento svolse la sua ultima lezione accademica, il 23 maggio 1995, al Policlinico Universitario Agostino Gemelli.
Tra i suoi pazienti illustri ci sono stati, oltre a Papa Giovanni Paolo II, che si rivolse a lui in tre diverse occasioni e con il quale instaurò un rapporto di amicizia stima e affetto, numerosi giornalisti, tra i quali Enzo Biagi, Sergio Zavoli e Mario Pastore e personaggi del mondo dello spettacolo, fra cui l'attrice Franca Valeri, il musicista compositore Ennio Morricone e la montatrice del cinema Delia Patrizi.

### Il rosaista e rodologo
Fineschi riuscì a coniugare la scienza con l'umanesimo e la cultura. È infatti conosciuto anche come “rosaista e rodologo”, cioè studioso appassionato e collezionista di tutte le specie botaniche del Genus Rosa. Questo hobby lo portò a creare un grande roseto nel comune di Cavriglia, con oltre seimila specie e varietà, chiamato Roseto botanico Carla Fineschi, in memoria di sua moglie. Raggiunse notorietà internazionale anche in questo campo, tantoché nell'agosto del 2000 Le Monde gli dedicò una pagina intera.
A lui, negli anni novanta, fu dedicata la rosa "Rodologo Gianfranco Fineschi", un ibrido di multiflora x moscata.

### Presidente di banda
Fineschi era conosciuto anche per la passione per le bande musicali: un interesse che gli giungeva per eredità familiare. Sia il nonno Giuseppe che il padre Rambaldo erano stati presidenti della filarmonica di Cavriglia. Anche Fineschi lo fu a partire dai primi anni Sessanta. Poi, dal 1965, accettò la presidenza del Concerto Comunale di San Giovanni Valdarno che mantenne per quarant'anni, ritirandosi, per limiti di età, solo nel 2005. 
A San Giovanni Fineschi riuscì a creare un gruppo dirigente sul modello, come soleva dire, dell'équipe universitaria. Seppe rivitalizzare musicisti che da anni avevano deposto lo strumento; mobilitare intorno alla banda competenze ed energie tratte dai più diversi ambiti della vita locale; valorizzare giovani che si affacciavano al multiforme mondo della musica. In particolare seppe creare sinergie: con l'Amministrazione Comunale, prima di tutto, ma anche con altre istituzioni musicali del luogo; in particolare la corale "E. Cappetti" con la quale all'inizio degli anni Settanta diede vita al "concerto di Natale".